# Sonthonnax-la-Montagne
Sonthonnax-la-Montagne település Franciaországban, Ain megyében. Lakosainak száma 287 fő (2022. január 1.). Sonthonnax-la-Montagne Bolozon, Izernore, Leyssard, Matafelon-Granges és Nurieux-Volognat községekkel határos.

## Népesség
A település népessége az elmúlt években az alábbi módon változott:
| Lakosok száma | 140  | 194  | 242  | 315  | 320  | 321  | 312  | 300  | 299  | 287  |
|               | 1968 | 1982 | 1990 | 2006 | 2013 | 2015 | 2017 | 2019 | 2020 | 2022 |